# Косенков, Владимир Дмитриевич
Владимир Дмитриевич Косенков (8 октября 1939) — советский футболист, вратарь. Мастер спорта СССР.
Карьеру начал в команде класса «Б» «Нефтяник» Баку в 1957 году. В 1960 дебютировал в классе «А». В середине сезона-1964 перешёл в алматинский «Кайрат», за который провёл 77 игр. В 1968 и 1969 годах вновь играл в бакинском «Нефтчи». В 1970 году перешёл в ленинградский «Зенит» — сыграл 14 игр, пропустил 12 голов в чемпионате и пропустил четыре гола в четырёх играх на Кубок СССР. В 1971 году был переведён в дубль и закончил сезон в джамбульском «Алатау». Карьеру закончил в следующем году в «Нефтчи», проведя 12 игр.
В 1973 году был начальником команды семипалатинского «Спартака», в 1977 году работал тренером в чимкентском «Металлурге».